# Müllerheide
Müllerheide ist ein Ort von 106 Ortschaften der Gemeinde Reichshof im Oberbergischen Kreis im nordrhein-westfälischen Regierungsbezirk Köln in Deutschland.

## Lage und Beschreibung
Müllerheide liegt nördlich der Wiehltalsperre, die nächstgelegenen Zentren sind Gummersbach (15 km nordwestlich), Köln (64 km westlich) und Siegen (39 km südöstlich).

## Geschichte

### Erstnennung
1575 wurde der Ort das erste Mal urkundlich erwähnt: „Ort in der Karte von A. Mercator.“ 
Die Schreibweise der Erstnennung war Müllerheide.
| Bevölkerungsentwicklung | Bevölkerungsentwicklung |
| Jahr                    | Einwohner               |
| ----------------------- | ----------------------- |
| 1991                    | 45                      |
| 2005                    | 44                      |
| 2006                    | 38                      |
| 2008                    | 37                      |
| 2017                    | 36                      |
| 2018                    | 36                      |
| 2019                    | 34                      |